# 罠 (1949年の映画)
『罠』（わな、The Set-Up）は。1949年に公開されたアメリカ合衆国の映画。ジョセフ・モンキュア・マーチによる1928年の詩を原作としている。監督はロバート・ワイズ。出演ロバート・ライアンなど。第3回カンヌ国際映画祭にて撮影賞（ミルトン・R・クラスナー）とFIPRESCI賞（ロバート・ワイズ）を受賞した。
3年後に公開された映画『真昼の決闘』よりも早く、劇中内における時間経過と上映時間の経過がほぼ同じの「リアルタイム劇」として製作されたことでも知られる。

## あらすじ
35歳を迎えたトンプソンは妻ジュリーからボクサーを引退してはどうかと度々進められており、マネージャーのタイニーも其のことを理解していた。
折しもトンプソンは年下のタイガー・ネルソンとの試合を控えていた。ネルソンの所有主リルボーイはこの試合の第2ラウンド以降にストーカーに負けるよう買収しに来ており、タイニーはトンプソンに無断で金を受け取った。一方、トンプソンは、翌週の試合で大金を得られることを知り、本気でこの試合に臨んだ。
試合開始、第3ラウンドになっても猛攻をつづけるトンプソンにネルソンは驚き、リルボーイとタイニーの間で八百長があったことを指摘する。それでもトンプソンは失望することなく、第4ラウンドでネルソンを倒す。その後、トンプソンはネルソンやリルボーイ一味に取り囲まれ袋叩きに遭う。ジュリーは満身創痍の彼に駆け寄りつつも、新たな生活に期待を寄せていた。

## キャスト
- ビル・"ストーカー"・トンプソン：ロバート・ライアン
- ジュリー・トンプソン：オードリー・トッター
- タイニー：ジョージ・トビアス
- リルボーイ：アラン・バクスター
- ガス：ウォーレス・フォード

※テレビ版日本語吹替：放送日1973年3月14日 TVK 他